# Свети Георги Малки (Бер)
„Свети Георги Малки“ или Макариотисин (гръцки: Άγιος Γεώργιος ο Μικρός, Μακαριώτισσας) е късносредновековна православна църква в южномакедонския град Бер (Верия), Егейска Македония, Гърция. Храмът е част от енория „Свети Йоан Милостиви“.

## История
Църквата е издигната през XV век като еднокорабен храм. След серия промени, продължили до XVII век, е превърната в трикорабна базилика с двускатен покрив. Първоначалният храм е вграден в олтара и там са запазени ценни стенописиt на Света Богородица, Благовещение, Възнесение, Свети Георги, Йоан Златоуст, Свети Николай, Свети Поликарп, Свети Власий, Свети Геронтий и други. В 1643 година са добавени и сзени от живота на Свети Георги в северния кораб на новопостроената част.
В 1924 година църквата е обявена за паметник на културата.